# Invalidenstraße

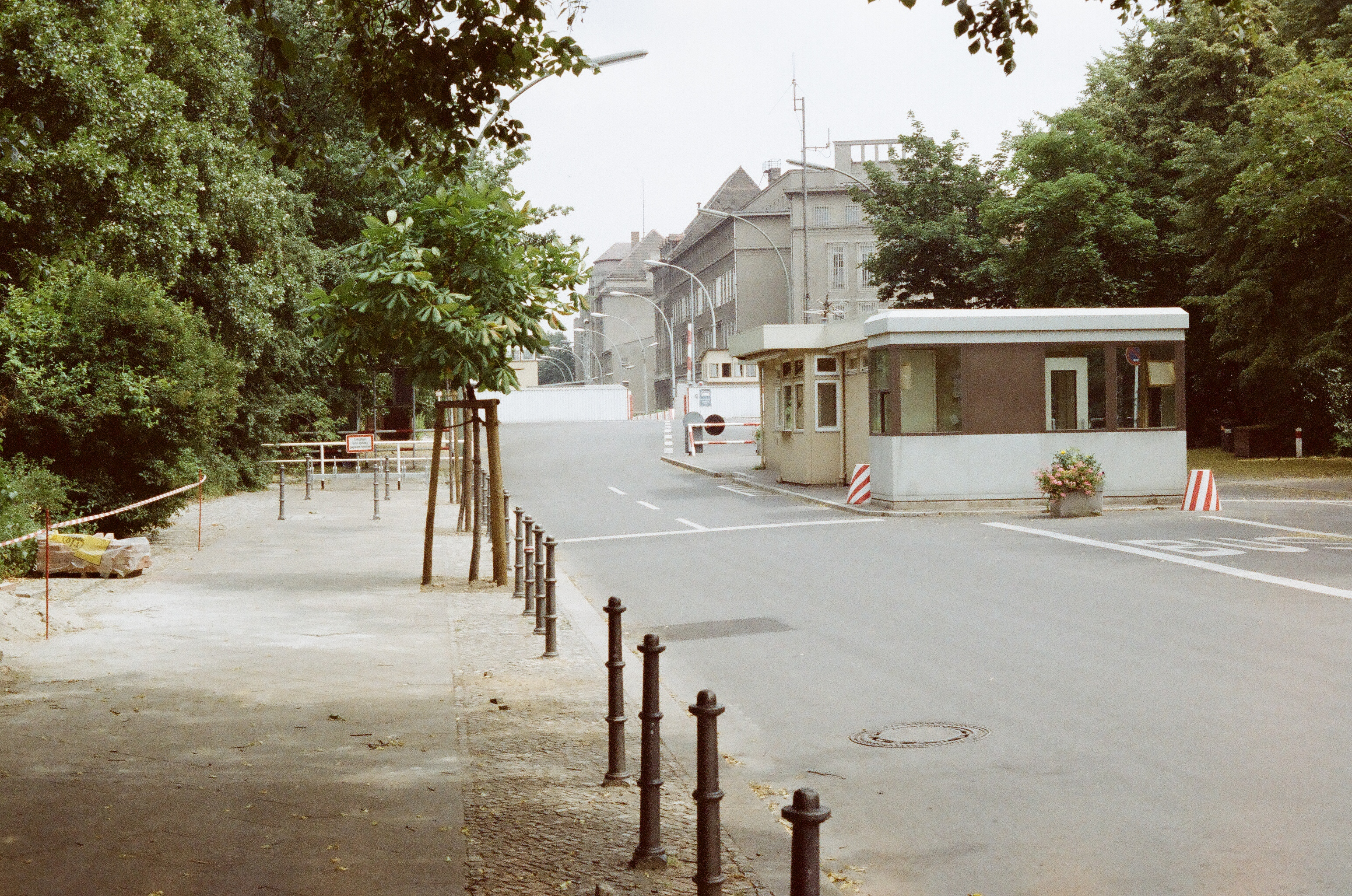
Przejście graniczne przy Invalidenstraße (1987)

Invalidenstraße (pol. Ulica Inwalidów) – ulica w berlińskich dzielnicach Mitte i Moabit. Ma długość 3 km i w założeniu miała łączyć trzy dworce kolejowe Berlina: Stettiner Bahnhof (obecnie Nordbanhof), Hamburger Bahnhof oraz Lehrter Bahnhof (obecnie Hauptbanhof).
Ulica została wytyczona w XIII wieku i nosiła nazwę Spandauer Heerweg. W XVIII wieku zmieniono jej nazwę na Invalidenstraße na polecenie Fryderyka II Wielkiego. Nowa nazwa nawiązywała do zbudowanego w latach 1745-1748 domu dla inwalidów wojennych wojen śląskich, który otwarto przy Spandauer Heerweg.
Po II wojnie światowej Invalidenstraße znalazła się po dwóch stronach Muru Berlińskiego. Na moście Sandkrugbrücke przy Invalidenstraße przebiegała granica wewnątrzniemiecka i umiejscowiono na nim przejście graniczne.